# 中央自動車道切り通し爆破事件
中央自動車道切り通し爆破事件（ちゅうおうじどうしゃどうきりとおしばくはじけん）とは、1989年（平成元年）2月24日に東京都調布市で発生した爆弾テロ事件。極左暴力集団の革労協解放派が起こした事件である。

## 事件の発端
1989年（昭和64年）1月7日の昭和天皇崩御に伴い、同年2月24日に大喪の礼が挙行されることになった。極左暴力集団は「大喪の礼粉砕」を呼号し、日本各地でテロ事件を続発させていた。

## 事件の概要
1989年2月24日午後1時54分、中央自動車道三鷹TB - 調布IC間（深大寺BS付近、東京都調布市深大寺南町1丁目）で、下り線の切り通しが突然爆発し、土砂約4トンが下り線を塞いだ。ちょうど30分後に昭和天皇の棺を乗せた葬列が中央自動車道経由で武蔵野陵に向かう予定であった。
警備中の機動隊は直ちに土砂の除去作業を行い、葬列を無事に通過させることができた。
その後の現場検証で、消火器の破片やリード線が見つかったため、警視庁公安部は、消火器爆弾2個を土手に埋めて爆発させた新左翼による爆弾テロ事件と断定した。
2月28日、革労協解放派は、拠点校の駒澤大学で犯行声明文をばら撒き、自党派によるテロ事件であることを認めた。